# Litteraturåret 2002

## Händelser
- 1 januari – Bokmomsen i Sverige sänks från 25 till 6 %.[1]
- 8 mars – Avlidna svenska barnboksförfattarinnan Astrid Lindgren begravs efter ceremoni i Storkyrkan i Stockholm, Sverige. Cirka 100 000 personer kantrar vägen för att se hästkortegen till kyrkan.[2]
- 23 maj – Peter Englund blir invald i Svenska Akademien.[3]

## Priser och utmärkelser
- Nobelpriset – Imre Kertész, Ungern[4]
- Augustpriset
  - Skönlitterär bok – Carl-Johan Vallgren för Den vidunderliga kärlekens historia[5] (Bonniers)
  - Fackbok – Lars-Olof Larsson för Gustav Vasa – landsfader eller tyrann?[5] (Prisma)
  - Barn- och ungdomsbok – Ulf Nilsson och Anna-Clara Tidholm för Adjö, herr Muffin[5] (Bonnier Carlsen Bokförlag)
- ABF:s litteratur- & konststipendium – Göran Greider
- Afrikas röst – José Craveirinha (Moçambique)
- Aftonbladets litteraturpris – Beate Grimsrud
- Aniarapriset – Elsie Johansson
- Astrid Lindgren-priset – Stefan Casta
- Axel Hirschs pris – Fredric Bedoire och Herman Schück
- BMF-plaketten – Carl-Johan Vallgren för Den vidunderliga kärlekens historia
- BMF-Barnboksplaketten – Ulf Nilsson och Anna-Clara Tidholm för Adjö, herr Muffin
- Borås Tidnings debutantpris – Maria Zennström för Katarinas sovjetiska upplevelser
- Dan Andersson-priset – Maria-Pia Boëthius
- De Nios Stora Pris – Bruno K. Öijer
- De Nios översättarpris – Hesham Bahari, Peter Handberg och Rose-Marie Nielsen
- Disapriset – Karin Johannisson
- Doblougska priset – Anne-Marie Berglund och Claes Hylinger, Sverige samt Erling Kittelsen och Hanne Ørstavik, Norge
- Elsa Thulins översättarpris – Lars Erik Blomqvist
- Emil-priset – Lena Törnqvist
- En bok för allas litterära humorpris – Claes Hylinger för I det hemliga sällskapets tjänst
- Erik Lindegren-priset – Bruno K. Öijer
- Franz Kafka-priset – Ivan Klíma
- Gerard Bonniers pris – P.O. Enquist
- Gerard Bonniers essäpris – Carl-Johan Malmberg
- Gerard Bonniers lyrikpris – Eva Runefelt
- Gleerups skönlitterära pris – Kerstin Norborg och Torbjörn Flygt
- Gun och Olof Engqvists stipendium – P.C. Jersild
- Gustaf Frödings stipendium – Agneta Pleijel
- Göteborgs-Postens litteraturpris – Ulf Eriksson
- Göteborgs Stads författarstipendium – Karin Bellman, Sten Björnulfsson, Helena Eriksson, Anna Mattsson och Johan Werkmäster
- Hedenvind-plaketten – Elsie Johansson
- Ivar Lo-priset – Lars Åke Augustsson
- John Landquists pris – Nathan Shachar
- Kallebergerstipendiet – Åsa Maria Kraft
- Karin Boyes litterära pris – Camilla Hammarström
- Karl Vennbergs pris – Bodil Malmsten
- Katapultpriset – Caterina Pascual Söderbaum för Sonetten om andningen
- Kellgrenpriset – Sven-Eric Liedman
- Kungliga priset – Stig Strömholm
- Lars Ahlin-stipendiet – Åke Smedberg
- Letterstedtska priset för översättningar – Gunnar Harding för Och drog likt drömmar bort: Coleridge, Wordsworth och deras epok
- Litteraturklubbens stora litteraturpris – Carl-Johan Vallgren för Den vidunderliga kärlekens historia
- Lotten von Kræmers pris – Birgitta Holm
- Moa-priset – Rut Berggren
- Nordiska rådets litteraturpris – Lars Saabye Christensen, Norge för romanen Halvbroren (Halvbrodern)
- Neustadtpriset – Álvaro Mutis
- Prix Femina Étranger – Erri De Luca
- Samfundet De Nios Särskilda pris – Erland Josephson
- Samfundet De Nios Astrid Lindgren-pris – Margareta Strömstedt
- Schullströmska priset för barn- och ungdomslitteratur – Barbro Lindgren
- Schückska priset – Sverker Göransson
- Signe Ekblad-Eldhs pris – Niklas Rådström
- Siripriset – Stewe Claeson för Rönndruvan glöder
- Stiftelsen Selma Lagerlöfs litteraturpris – Peter Englund
- Stig Carlson-priset – Nils-Åke Hasselmark
- Stig Sjödinpriset – Claes Andersson
- Stina Aronsons pris – Theodor Kallifatides
- Svenska Akademiens nordiska pris – Torben Brostrøm, Danmark
- Svenska Akademiens tolkningspris – Tom Geddes
- Svenska Akademiens översättarpris – Rose-Marie Nielsen
- Svenska Dagbladets litteraturpris – Stewe Claeson för Rönndruvan glöder
- Sveriges Radios Romanpris – Kerstin Norborg för Min faders hus
- Sveriges Radios Novellpris – Bengt af Klintberg för novellen Rebecka och tigern
- Sveriges Radios Lyrikpris – Marie Lundquist
- Tegnérpriset – Carina Burman
- Tidningen Vi:s litteraturpris – Jerker Virdborg
- Tollanderska priset – Jörn Donner
- Tranströmerpriset – Bengt Emil Johnson
- Tucholskypriset – Rajko Djuric, Serbien (rom)
- Wahlström & Widstrands litteraturpris – Beate Grimsrud
- Årets bok-Månadens boks litterära pris – Carl-Johan Vallgren
- Österrikiska statens pris för europeisk litteratur – Christoph Hein
- Övralidspriset – Anders Ehnmark

## Nya böcker

### A – G
- Adjö, herr Muffin av Ulf Nilsson
- Anmärkningar om saknaden av Per Gunnar Evander
- Berget av Lars Andersson
- Bilder av Malin av Pauline Wolff (debut)
- Bortom stjärnan av Elisabet Nemert
- Cyberprinsen av Anders Jacobsson och Sören Olsson[6]
- De nio månarnas dotter av Robert Jordan
- De största vatten av Arne Dahl
- Den svenska nationalsocialismen: medlemmar och sympatisörer 1931-45 av Tobias Hübinette
- Den vidunderliga kärlekens historia av Carl-Johan Vallgren[7]
- Det var inte med mening av Hans Erik Engqvist
- Där döda murar står av Gunnar Harding
- Fallet Sandemann av Gabriella Håkansson
- Farligt byte – Seven Up av Janet Evanovich
- Filosofin i sängkammaren eller De omoraliska lärarna: Dialoger avsedda för unga flickors uppfostran av markis de Sade
- Freja - Sagan om Valhalla av Johanne Hildebrandt
- Fucking Sverige – byn, bruket, skogen – en modern Dalaresa av Göran Greider
- Fukta din aska av Ernst Brunner
- Funny Fanny av Björn Hellberg
- God jul i stugan av Astrid Lindgren[8]

### H – N
- Hundra fristående kolumner i Dagens Nyheter av P.C. Jersild
- Hur långt når Alfons? av Gunilla Bergström[9]
- I Goyas tecken av Torbjörn Säfve
- Illusionernas bok av Paul Auster
- Kafka på stranden av Haruki Murakami
- Kase av Carina Karlsson
- Landsatt per fallskärm av Lars Ahlin (postumt)
- Livet, döden, känslan: tankar och dagböcker av Waslav Nijinsky
- Mellan sommarens längtan och vinterns köld av Leif G.W. Persson
- Metro nord: en skandinavisk diktantologi, poesiantologi
- Mirabell av Astrid Lindgren[10]
- Mord i Gamla stan av Jan Mårtenson
- Mord ombord av Jan Mårtenson
- Må döden sova av Anna Jansson
- The Nanny Diaries av Emma McLaughlin & Nicola Kraus

### O – U
- Orbitor. Kroppen av Mircea Cărtărescu
- Pinos dagbok av Eva Pils, Agneta Norelid och Kenneth Anderson
- Plötsligt medan dimman lättar av Per Gunnar Evander
- Pölsan av Torgny Lindgren
- Rött hjärta blå fjäril av Annika Thor
- Rönndruvan glöder av Stewe Claeson
- Sagobok av Astrid Lindgren[8]
- Sista rompan av Kerstin Ekman
- Sune och Mamma Mysko av Anders Jacobsson och Sören Olsson[11]
- Svart krabba av Jerker Virdborg
- Svårfångat byte – Hard Eight av Janet Evanovich
- Tre porträtt av Klas Östergren
- Tusen kulor av Peter Pohl

### V – Ö
- Xavier av Mare Kandre
- Ödemjuka belles lettres från en till en av Catharina Gripenberg
- Ökenblomman återvänder av Waris Dirie
- Östermalmsmorden av Lars Bill Lundholm

## Avlidna
- 11 januari – Hilding Mickelsson, 82, svensk naturfotograf, författare och hembygdsforskare.
- 12 januari – Jan Håkansson, 74, svensk författare.
- 15 januari – Nils Parling, 87, svensk författare.
- 17 januari – Camilo José Cela, 85, spansk författare, nobelpristagare 1989.
- 28 januari – Astrid Lindgren, 94, svensk barnboksförfattare[2].
- 6 mars – John Wieners, 68, nordamerikansk poet.
- 10 mars – Erik Lönnroth, 91, svensk historiker, ledamot av Svenska Akademien 1962–2002.
- 23 april – Ann Margret Dahlquist-Ljungberg, 87, svensk författare och bildkonstnär.
- 5 juni – Dee Dee Ramone, 50, amerikansk musiker och författare
- 9 juli – Magnus von Platen, 82, svensk litteraturvetare och författare.
- 23 juli – Olof Lagercrantz, 91, svensk författare, kritiker, litteraturvetare, publicist och chefredaktör.
- 15 augusti – Helga Henschen, 85, svensk konstnär, författare och illustratör.
- 24 oktober – Eva Wikander, 55, svensk författare.
- 24 december – Ann-Madeleine Gelotte, 62, svensk illustratör och författare.

### Fotnoter
1. ↑   När Var Hur 2003. DN
2. 1 2  ”Astrid Lindgren”. http://www.astridlindgren.se/mer-fakta/utvalda-artal. Läst 21 mars 2011.
3. ↑  Svenska Akademiens ledamotsregister
4. ↑  ”Nobelpriset i litteratur”. https://www.nobelprize.org/prizes/lists/all-nobel-prizes-in-literature/. Läst 20 mars 2011.
5. 1 2 3   När Var Hur 2003. DN
6. ↑  Emanuel Arkiverad 17 oktober 2011 hämtat från the Wayback Machine.
7. ↑  Gradvall, Nordström, Nordström, Rabe, Jan, Björn, Ulf, Anina. Tusen svenska klassiker. Norstedts Förlagsgrup. Läst 12
8. 1 2  ”Astrid Lindgren”. http://www.astridlindgren.se/verken/bocker/antologier. Läst 21 mars 2011.
9. ↑  ”Alfons Åberg”. Arkiverad från originalet den 8 december 2012. https://web.archive.org/web/20121208044934/http://www.alfons.se/fakta_bok_alfons.asp. Läst 21 mars 2011.
10. ↑  ”Astrid Lindgren”. http://www.astridlindgren.se/verken/bocker/bilderbocker. Läst 21 mars 2011.
11. ↑  ”Sune och mamma Mysko / Sören Olsson och Anders Jacobsson.”. Libris. Kungliga Biblioteket. https://libris.kb.se/bib/8449328. Läst 1 maj 2024.